# Kozłówek (Wyżyna Olkuska)

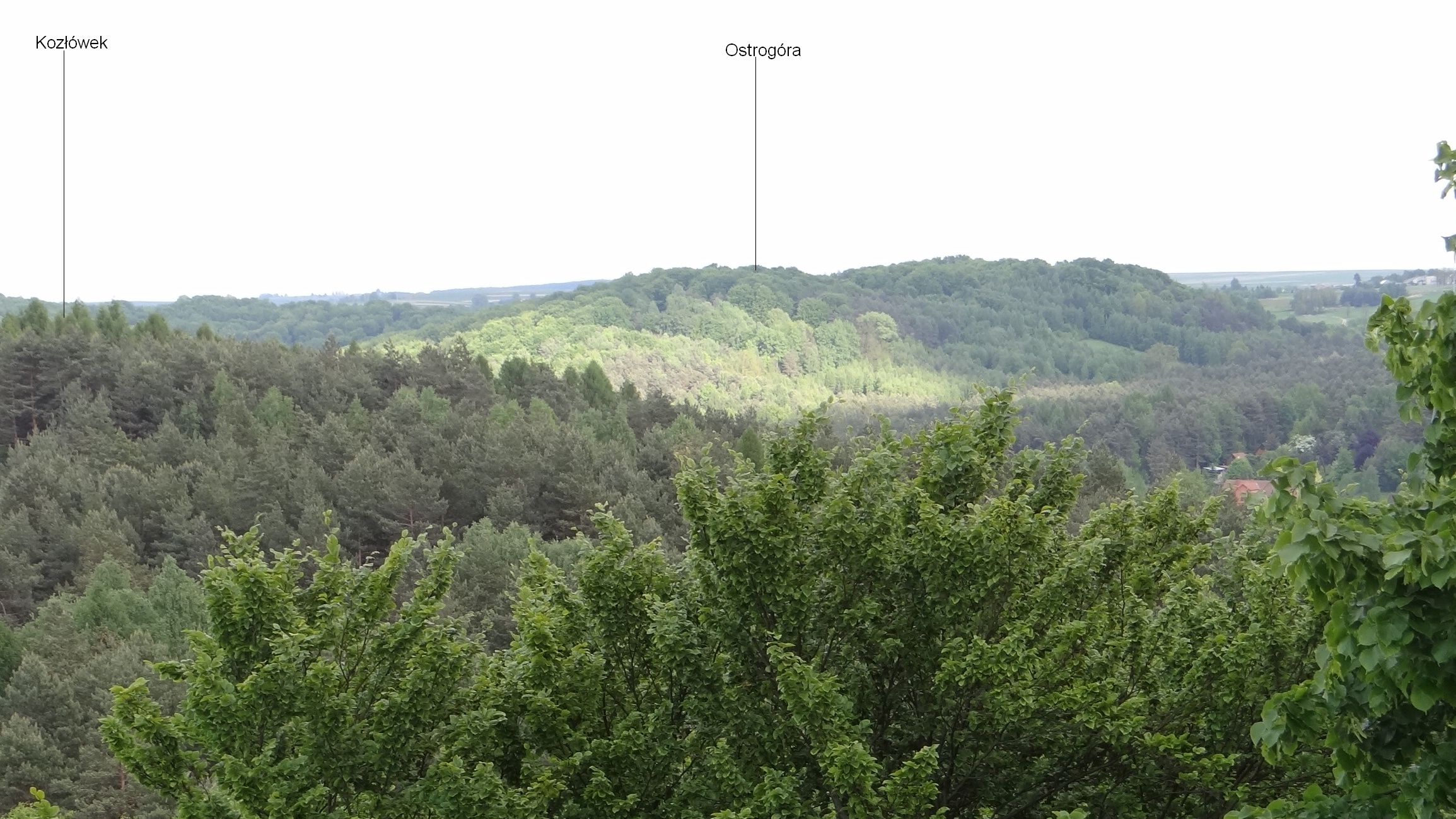
Widok ze szczytu Igieł Olkuskich

Kozłówek (424 m)  – wzniesienie w obrębie wsi Podlesie w województwie małopolskim, w powiecie olkuskim, w gminie Olkusz. Jest częściowo zarośnięte lasem, na łagodnych stokach wschodnich i północnych znajdują się pola uprawne wsi Podlesie. Jest to obszar Wyżyny Olkuskiej będącej częścią Wyżyny Krakowsko-Częstochowskiej.